# Bianca Comparato
Bianca Comparato, all'anagrafe Bianca de Souza Mendes Comparato (Rio de Janeiro, 19 novembre 1985), è un'attrice brasiliana.

## Biografia
Figlia di Doc Comparato, è nata in una famiglia di origini italiane e portoghesi. In Italia è nota soprattutto per aver interpretato il ruolo di Michele nella serie televisiva 3% prodotta da Netflix.

## Vita privata
Nel gennaio 2020 è stato dichiarato che Bianca Comparato è in una relazione da tre anni con l'attrice Alice Braga.

## Filmografia

### Televisione
- Carga Pesada (2004)
- Senhora do Destino (2004)
- Cilada (2005)
- Belíssima (2005)
- Por Toda Minha Vida (2006)
- Cobras & Lagartos (2006)
- Amazônia, de Galvez a Chico Mendes (2007)
- Antônia (2007)
- Toma Lá Dá Cá (2007)
- Beleza Pura (2008)
- Episódio Especial (2008)
- Aline (2009-2011)
- Tapas & Beijos (2011-2015)
- O Astro (2011)
- A Vida da Gente (2011)
- As Brasileiras (2012)
- Avenida Brasil (2012)
- A Menina Sem Qualidades (2013)
- Sessão de Terapia (2013)
- Sete Vidas (2015)
- O Hipnotizador (2015)
- Romance Policial - Espinosa (2015)
- 3% (2016-2020)

### Cinema
- Pedro, Ana e a Verdade (2006)
- Anjos do sol (2006)
- Como Esquecer (2010)
- Singelos Envelopes (2012)
- Somos tão Jovens (2013)
- Irmã Dulce (2014)
- 1981 (2015)
- Bem Casados (2015)
- Talvez Uma História de Amor (2017)
- Minha Fama de Mau (2017)
- Todas as Razões pra Esquecer (2017)
- Morto Não Fala (2017)

## Doppiatrici italiane
Nelle versioni in italiano delle opere in cui ha recitato, Bianca Comparato è stata doppiata da:
- Serena Stollo in Grey's Anatomy